# Joaquim Mandado i Rossell
Joaquim Mandado i Rossell nació en La Junquera, España, el 7 de abril de 1961. Fue fundador del grupo de hard rock y heavy metal, con reminiscencias fantásticas y medievales, Sangtraït, de La Junquera. En dicho grupo fue primero bajo y luego cantante,  hasta que el grupo se disolvió el 20 de diciembre de 2001 en un concierto de despedida en la sala Razzmatazz de Barcelona.